# Wolfgang von Bock
Wolfgang von Bock ( 13 de noviembre de 1860 - 1926) fue un botánico, y briólogo letón.
- La abreviatura «Bock» se emplea para indicar a Wolfgang von Bock como autoridad en la descripción y clasificación científica de los vegetales.[2]